# Mesosimplocaria ovalis
Mesosimplocaria ovalis là một loài bọ cánh cứng trong họ Byrrhidae. Loài này được Ponomarenko in Ponomarenko & Ryvkin miêu tả khoa học năm 1990.